# Wesley Klein
Wesley Klein (Leiderdorp, 25 maart 1988) is een Nederlands zanger. Hij werd voornamelijk bekend door zijn deelname aan de talentenjacht Popstars van SBS6 die hij op 29 januari 2010 won.

## Biografie
Klein was, voordat hij aan Popstars meedeed, actief als betontimmerman in de bouw. Zijn talent werd in 2005 per toeval ontdekt tijdens een optreden in een café. Doordat Klein plezier kreeg in het zingen deed hij vóór Popstars ook nog mee aan andere talentenjachten. Eén daarvan is het Leids festival van het Levenslied dat in zijn eigen woonplaats werd gehouden.
Door zijn talent valt Klein vaker in de prijzen wat hem uiteindelijk naar de tv-talentenjacht leidt. Zelf was Klein te bescheiden om hieraan deel te nemen waarna zijn vriendin hem opgaf. Na succesvol door de auditieronde heen te zijn gekomen in juli 2009, doet Klein de jury steeds keer op keer verbazen door zijn goede zangtalent. Hij wint de show in januari 2010. Als prijs kreeg hij een platencontract, een trofee en de eerste versie van zijn eerste single: You Raise Me Up.
Voor de finale van Popstars begon werden al beelden uitgezonden tijdens Shownieuws over de single You Raise Me Up. Niet alleen Klein, maar ook de andere drie finalisten hadden dit nummer ingezongen en al een videoclip gemaakt. Nadat bekend was geworden dat Klein gewonnen had, kwam het nummer op 6 februari 2010 binnen op nummer 1 in de Single Top 100, waar het twee weken bleef staan. Sieneke nam voor 1 week de hoogste positie over, waarna Wesley terugkwam op de eerste plaats van de verkooplijst. Op 20, 21 en 22 mei 2010 trad Klein als gastartiest op tijdens Toppers in Concert in de Amsterdam ArenA.
Klein richtte zich verder op Nederlandstalig repertoire en zijn eerste album Vandaag en morgen verscheen op 9 juli 2010. Op 15 maart 2012 tekende Klein een contract bij de platenmaatschappij Berk Music. In 2013 deed Klein mee aan het programma Bloed, zweet & tranen.
In 2015 was er sprake van een jongere versie van De Toppers, die zou moeten gaan opereren onder de naam GENTS. De zangers Wesley Klein, Danny Nicolay en Danny Froger, zoon van René Froger, vormen de gelegenheidsformatie. De debuutsingle van het trio was Dans & Zing en kwam uiteindelijk als nummer 33 in de Single Top 100. In 2013, 2014 & 2015 traden Klein, Nicolay en Froger op tijdens de Halftime Show van Toppers in Concert. In 2017 verliet Klein de groep en werd vervangen door Yves Berendse. Samen traden ze op in de Halftime Show van Toppers in Concert 2017.

## Discografie

### Albums
| Album met eventuele hitnotering(en) in de Nederlandse Album Top 100 | Datum van verschijnen | Datum van binnenkomst | Hoogste positie | Aantal weken | Opmerkingen |
| ------------------------------------------------------------------- | --------------------- | --------------------- | --------------- | ------------ | ----------- |
| Vandaag en morgen                                                   | 09-07-2010            | 17-07-2010            | 5               | 8            |             |
| Volg je hart                                                        | 28-09-2012            | 06-10-2012            | 14              | 8            |             |

### Singles
| Single met eventuele hitnotering(en) in de Nederlandse Top 40 | Datum van verschijnen | Datum van binnenkomst | Hoogste positie | Aantal weken | Opmerkingen                                                    |
| ------------------------------------------------------------- | --------------------- | --------------------- | --------------- | ------------ | -------------------------------------------------------------- |
| You raise me up                                               | 04-02-2010            | 13-02-2010            | 4               | 11           | Nr. 1 in de Single Top 100                                     |
| Een ongelofelijke droom                                       | 19-03-2010            | 03-04-2010            | tip2            | -            | Nr. 2 in de Single Top 100                                     |
| Levenslang                                                    | 10-06-2010            | -                     |                 |              | Nr. 16 in de Single Top 100                                    |
| Een mooie dag                                                 | 02-09-2010            | -                     |                 |              | Nr. 13 in de Single Top 100                                    |
| Een vrolijk kerstfeest                                        | 02-12-2010            | -                     |                 |              | Nr. 36 in de Single Top 100                                    |
| Geen dag zonder jou                                           | 2011                  | -                     |                 |              | Nr. 42 in de Single Top 100                                    |
| Jij bent te gek voor mij                                      | 2011                  | -                     |                 |              | Nr. 32 in de Single Top 100                                    |
| Angel                                                         | 24-03-2012            | -                     |                 |              | Nr. 18 in de Single Top 100                                    |
| Waait waait weg                                               | 2012                  | -                     |                 |              | Nr. 11 in de Single Top 100                                    |
| Droom met mij                                                 | 2012                  | -                     |                 |              | Nr. 18 in de Single Top 100                                    |
| Als mijn gevoel zegt                                          | 2013                  | -                     |                 |              | Nr. 48 in de Single Top 100                                    |
| Samen dansen (Everyday, everybody)                            | 2013                  | -                     |                 |              | Nr. 34 in de Single Top 100                                    |
| Dans en zing                                                  | 2014                  | -                     |                 |              | met Danny Nicolay & Danny Froger / Nr. 33 in de Single Top 100 |
| Hey jij, hoe heet je...                                       | 2014                  | -                     |                 |              | Nr. 53 in de Single Top 100                                    |
| Er is niemand zoals jij                                       | 2014                  | -                     |                 |              | Nr. 72 in de Single Top 100                                    |

| Single met hitnotering(en) in de Vlaamse Ultratop 50 | Datum van verschijnen | Datum van binnenkomst | Hoogste positie | Aantal weken | Opmerkingen                      |
| ---------------------------------------------------- | --------------------- | --------------------- | --------------- | ------------ | -------------------------------- |
| Dans en zing                                         | 2014                  | 24-05-2014            | tip86*          |              | met Danny Nicolay & Danny Froger |